# Xenorhina
Xenorhina és un gènere de granotes de la família Microhylidae endèmic de Nova Guinea.

## Taxonomia
- Xenorhina adisca (Kraus & Allison, 2003).
- Xenorhina arboricola (Allison & Kraus, 2000).
- Xenorhina bouwensi (Witte, 1930).
- Xenorhina eiponis (Blum & Menzies, 1989).
- Xenorhina minima (Parker, 1934).
- Xenorhina oxycephala (Schlegel, 1858).
- Xenorhina parkerorum (Zweifel, 1972).
- Xenorhina similis (Zweifel, 1956).